# Chanella Hodge
Chanella Constancia Hodge (Rotterdam, 6 december 1977) is een Nederlandse televisie-, film- en theater-actrice. Ze begon haar carrière als Terra in de soap GTST en speelde ook in de dramaserie Bon bini beach.
Hodge was betrokken bij de formatie Good Times. Dit groepje van vier soapies werd opgericht ter gelegenheid van het 10-jarig bestaan van GTST. Hun singletje heette Ongelofelijk.
Hodge studeerde Communicatie Creatief aan de HEAO in Rotterdam. Tijdens een avondje uit werd zij ontdekt door scouts van het castingbureau van Harry Klooster. Die zagen wel wat in Hodge, en boden haar de rol van Terra aan. Hodge werkt ook als model, en ze volgt al jaren balletlessen.
In 2020 was Hodge te zien in de speelfilm Bulado. 